# LawBreakers
LawBreakers — многопользовательский геройский шутер с видом от первого лица, разработанный компанией Boss Key Productions для Windows и PlayStation 4.
Игра вышла 8 августа 2017 года. 12 июня 2018 года игра стала бесплатной. Игровые сервера закрыты с 14 сентября 2018 года.

## Игровой процесс
Основная особенность игры — зоны нулевой гравитации, в которых игроки находятся в состоянии невесомости. В таких зонах герои могут постоянно находиться в воздухе, а стрельба приобретает новые возможности, наподобие передвижения за счёт инерции.

## Разработка
LawBreakers, ранее известная под рабочим названием Project Bluestreak, первый проект компании Boss Key Productions, основанной Клиффом Блезински после ухода из Epic Games. Игра была анонсирована для платформ Windows и PlayStation 4.

## Отзывы критиков
| Сводный рейтинг    | Сводный рейтинг                |
| Агрегатор          | Оценка                         |
| ------------------ | ------------------------------ |
| GameRankings       | - (PC) 76,17 % - (PS4) 75,47 % |
| Metacritic         | (PC) 76/100 (PS4) 76/100       |
| Иноязычные издания |                                |
| Издание            | Оценка                         |
| Destructoid        | 8,5/10                         |
| EGM                | 7/10                           |
| Game Informer      | 7,75/10                        |
| GameRevolution     | [ 10 ]                         |
| GameSpot           | 8/10                           |
| GamesRadar+        | [ 12 ]                         |
| IGN                | 7,9/10                         |
| PC Gamer (US)      | 84/100                         |

LawBreakers получила преимущественно положительные оценки среди критиков, на агрегаторе рецензий Metacritic средний балл составил 76/100, однако среди игроков игра не получила необходимого признания — после релиза игры в Steam было отмечено малое количество игроков, число которых не превышало 3000. Все попытки компании повысить популярность игры, включая переход игры на модель free-to-play и попытку выйти на китайский рынок, закончились неудачей. 5 апреля 2018 студия объявила о прекращении поддержки проекта. Игра стала бесплатной, были отключены внутриигровые покупки, а полная остановка серверов произошла 14 сентября 2018 года, игра была удалена из Steam и больше недоступна для приобретения.
Неудачный запуск LawBreakers и следующего проекта Radical Heights привели к банкротству и закрытию компании Boss Key Productions 14 мая 2018 года.
Летом 2018 года, благодаря уязвимости в защите Steam Web API, стало известно, что точное количество пользователей сервиса Steam, которые играли в игру хотя бы один раз, составляет 674 335 человек.